# Campylium tenerum
Campylium tenerum är en bladmossart som beskrevs av Nishimura 1985. Campylium tenerum ingår i släktet spärrmossor, och familjen Amblystegiaceae. Inga underarter finns listade i Catalogue of Life.